# Obsession (canción de Army of Lovers)
«Obsession» —en español: «Obsesión»— es una canción grabada por la banda sueca Army of Lovers. Es una de sus canciones más conocidas y alcanzó éxito en las listas por toda Europa. La letra está escrita por Alexander Bard y Anders Wollbeck. El sencillo se publicó como el segundo de su segundo álbum, Massive Luxury Overdose, y alcanzó la primera posición tanto en la radio como en las listas dance de Suecia. Está en parte inspirada en la canción de 1981 «O Superman» de Laurie Anderson.
Se publicaron dos versiones de la canción. La primera versión contiene la voz de La Camilla. Pero después de que Camilla dejase el grupo, fue reemplazada por De La Cour, que aparece en la segunda versión.

## Vídeo musical
Se hicieron dos videoclips diferentes, uno con La Camilla y el otro con De La Cour.

## Lista de canciones
CD-Maxi (Alemania, 1991)
1. Obsession (Schizoperetta Mix) - 6:40
2. Obsession (Radio Edit) - 3:40
3. Obsession (Armageddon Mix) - 4:09
4. Obsession (Hermaphrodisiac Mix) - 4:49

## Listas
| Lista (1991)                         | Mejor posición |
| ------------------------------------ | -------------- |
| Austria (Ö3 Austria Top 40)          | 7              |
| Bélgica (Ultratop Flanders))         | 4              |
| Europa (European Hot 100 Singles)    | 29             |
| Finlandia (Suomen virallinen lista)  | 9              |
| Alemania (GfK Entertainment Charts)  | 7              |
| Grecia (Virgin)                      | 9              |
| Países Bajos (Dutch Top 40)          | 9              |
| Países Bajos (Single Top 100)        | 8              |
| Sweden (Sverigetopplistan)           | 2              |
| Switzerland (Schweizer Hitparade)    | 7              |
| UK Singles (Official Charts Company) | 67             |

- Datos: Q52115612